# Autobusna linija br. 174 u Zagrebu
Linija 174 (Zaprešić – Hruševec Kupljenski) prigradska je autobusna linija ZET-a u Zaprešiću.
Prometuje svaki dan na trasi: Terminal Zaprešić (Ulica Vladimira Novaka → Ulica Pavla Lončara → Ulica Ante Starčevića) – Ulica bana Jelačića – Ulica Matije Skurjenija – Ulica Dragutina Tadijanovića – Kalamirova ulica – Ulica bana Jelačića – Ulica Matije Gupca – Hruševečka cesta – Kupljenski Hruševec - okretište
Povezuje Hruševec Kupljenski, Kupljenovo i Pojatno sa Zaprešićem gdje je moguće presjedanje na druge autobusne linije.
9. rujna 2024. prekida prometovanje prema Žejincima, zbog promjene prijevoznika na javnoj nabavi za općinu Luku.

## Vanjske poveznice
- Vozni red linije 174